# Engrut

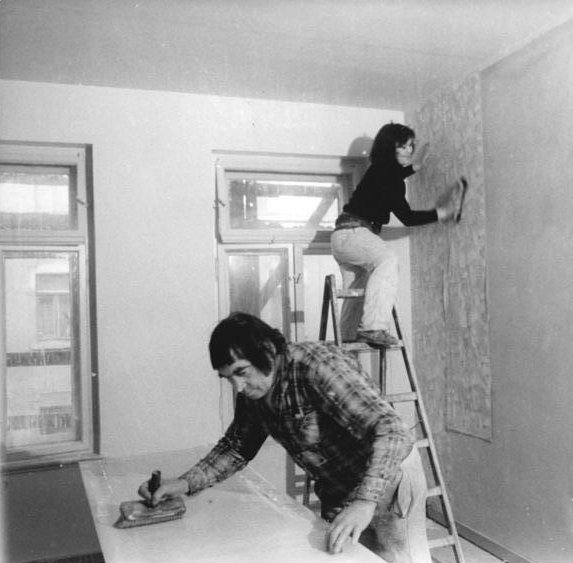
Aplicació d'engrut sobre paper pintat

 L'engrut  és un material adhesiu que s'utilitza per enganxar cartells o paper pintat i realitzar obres d'artesania amb paper i cartró o paper maixé. L'engrut és un material barat, fàcil de fabricar i que es conserva molt de temps pel que és molt indicat per a les aplicacions casolanes.
Per a la fabricació de l'engrut més senzill només s'empren l'aigua i la farina. La farina pot ser de blat o de sègol que es resseca menys. Per preparar l'engrut de forma artesanal, es dilueix primer la farina amb molt poca aigua perquè no es formin grumolls. Després es va afegint més fins a formar un puré clar que s'escalfa agitant constantment perquè no es posi (o formin grumolls) i no es cremi. És recomanable que s'acabi de dissoldre la farina amb aigua bullent.
Antigament, l'engrut era també el material utilitzat per enganxar etiquetes als envasos ja fossin de vidre, metall, porcellana o fang. Per a això, realitzaven una barreja de midó de blat, goma aràbiga, sucre i aigua. Primer, es dissolien la goma i el sucre en l'aigua. Després, s'hi afegia el midó mentre se li feia bullir cinc minuts.